# Минамитане
Минамитане (яп. 南種子町 Минамитанэ-тё:) — посёлок в Японии, находящийся в уезде Кумаге округа Кумаге префектуры Кагосима. Площадь посёлка составляет 110,40 км², население — 5792 человека (1 августа 2014), плотность населения — 52,46 чел./км².

## Географическое положение
Посёлок расположен на острове Танегасима в префектуре Кагосима региона Кюсю. С ним граничит посёлок Накатане.

## Население
Население посёлка составляет 5792 человека (1 августа 2014), а плотность — 52,46 чел./км². Изменение численности населения с 1980 по 2005 годы:
| 1980 | 8320 чел. |  |
| 1985 | 7976 чел. |  |
| 1990 | 7672 чел. |  |
| 1995 | 7422 чел. |  |
| 2000 | 7154 чел. |  |
| 2005 | 6751 чел. |  |

## Символика
Деревом посёлка считается восковница красная, цветком — гибискус.